# Vienna House
Vienna House, gegründet 2015 mit Markteintritt im Februar 2016, firmierte bis 2023 unter der Vienna House Hotelmanagement GmbH mit Sitz in Wien. Bei dem Unternehmen handelte es sich um einen österreichischen Hotelbetreiber, der aus dem bereits 1989 gegründeten Hotelunternehmen Vienna International hervorging. 

## Geschäftsfeld
Kerngeschäft ist die Stadthotellerie und Gastronomie, vorwiegend in der Vier-Sterne-Kategorie im Lifestyle-Segment mit hohem Designanspruch. Die Gruppe betreibt Hotels im Eigentum sowie auf Basis von Management- oder Pachtverträgen, ist Markeneigentümerin und entwickelt neue Marken und Hospitality Konzepte.
Gründer von Vienna House ist Rupert Simoner, der am 1. September 2014 als CEO die Hotelgruppe Vienna International übernahm und daraus eine neue Hotelmarke mit modern unkomplizierter Positionierung kreierte. Das Konzept hinter Vienna House beschreibt sich folgendermaßen: Bei Vienna House geht es um „Endless Exploration“, um europäischen Zeitgeist und moderne Gastlichkeit. Vienna House ist maßgeschneidert, unkompliziert und betrachtet Hotellerie in ihrer Gesamtheit. Alle Services und Standards erfolgen aus Gastsicht. Neben dem Erlebnis „Hotel“ liegt der Fokus auf der Digitalisierung, die konsequent aus Gastnutzen eingesetzt wird, um Raum für die persönlichen Kontakte zu schaffen. Zu dem Unternehmen gehören Hotels der Linien Vienna House und Vienna House Easy. Die individuellen Cityhotels von Vienna House werden im Upscale-Segment geführt und vereinen zeitloses Design mit Klasse. Das Konzept der Vienna House Easy steht für smart casual Design, lässig und unkompliziert. 
Unter Rupert Simoner expandierte das Unternehmen stark. 2017 wurde die thailändische U City PCL Gruppe neuer Alleineigentümer. 2019 übernahm Vienna House einige deutsche Stadthotels von Arcona Hotels. 2022 und 2023 wurde die Marke Vienna House sowie die operativen Betriebe von der HR Group gekauft; im gleichen Zuge wurde die Marke Vienna House von der HR Group an das amerikanische Hotelunternehmen Wyndham verkauft. Wyndham plant mit der Marke sein Portfolio im Lifestyle-Segment weltweit auszubauen. Europaweit gibt es über 50 Hotels der Marke Vienna House mit über 3200 Mitarbeitern.